# گودکهلویه
گودکهلویه، روستایی از توابع بخش میمند شهرستان فیروزآباد در استان فارس ایران است. این روستا حدود ۲۰۰ نفر جمعیت دارد.

## جمعیت
این روستا در دهستان پرزیتون قرار دارد و براساس سرشماری مرکز آمار ایران در سال ۱۳۸۵، جمعیت آن ۱۰۵ نفر (۲۳خانوار) بوده‌است